# 无距花属
无距花属（学名：Stapfiophyton）是野牡丹科下的一个属，为草本植物。该属共有短葶无距花（S. breviscapum）、败蕊无距花（S. degeneratum）和无距花（S. peperomiaefolium）三种，分布于中国南部和西南部。